# ウェストチェスター・カウンティ空港
ウェストチェスター・カウンティ空港（英語: Westchester County Airport、IATA：HPN、ICAO：KHPN、FAA LID：HPN）は、アメリカ合衆国ニューヨーク州ウェストチェスター郡にある郡所有の空港であり、ホワイトプレインズダウンタウンの北東8kmに位置している。「ホワイト・プレインズ空港」と呼ばれることもあり、オフィシャル・エアライン・ガイド（OAG）にもそのように記載されている。
ニューヨークのミッドタウンから50km北にあり、ニューヨーク都市圏に含まれる。空港は主にニューヨーク州ウェストチェスター郡とコネチカット州フェアフィールド郡にサービスを提供している。
2011〜2015年の統合空港システムの国家計画（National Plan of Integrated Airport Systems）では、HPNを主要な商用サービス空港として分類されている。連邦航空局の記録によると、2008年の暦年の空港の旅客数は90万4482人であり、2009年は96万4927人、2010年は99万9831人であった。

## 就航路線
| 航空会社                   | 就航地                                                                                |
| -------------------------- | ------------------------------------------------------------------------------------- |
| ジェットブルー航空         | フォートローダーデール、フォートマイヤーズ、オーランド、タンパ、ウェストパームビーチ  |
| アメリカン・イーグル       | シャーロット、シカゴ/オヘア、ワシントン/ナショナル                                    |
| デルタ航空                 | アトランタ                                                                            |
| デルタ・コネクション       | アトランタ、デトロイト                                                                |
| ユナイテッド・エクスプレス | シカゴ/オヘア                                                                         |
| ケープエアー               | レバノン(NH)、 季節：ケープコッド、マーサズビンヤード、ナンタケット、プロビンスタウン |
| エリート航空               | メルボルン(FL)、ポートランド(ME)、サラソータ、 季節：マーサズビンヤード、ナンタケット |
| JSX                        | マイアミ                                                                              |
| テイルウィンド航空         | チャーター運航                                                                        |